# Michele Fusco
Michele Fusco (Piano di Sorrento, 6 dicembre 1963) è un vescovo cattolico italiano, dal 30 novembre 2017 vescovo di Sulmona-Valva.

## Biografia
È nato a Piano di Sorrento, in provincia di Napoli e arcidiocesi di Sorrento, il 6 dicembre 1963.

### Formazione e ministero sacerdotale
Ha conseguito il baccalaureato in teologia presso la sezione San Tommaso della Pontificia facoltà teologica dell'Italia meridionale di Napoli e successivamente il master della Scuola per formatori della Pontificia Università Gregoriana di Roma.
Il 25 giugno 1988 è stato ordinato presbitero, a Positano, dall'arcivescovo di Amalfi-Cava de' Tirreni Ferdinando Palatucci.
Dopo l'ordinazione è stato, fra l'altro, direttore spirituale presso il seminario metropolitano Giovanni Paolo II di Salerno dal 2001 al 2007 e poi dal 2012 al 2017; dal 2003 al 2013 è stato membro della Commissione presbiterale italiana e del Centro nazionale vocazioni.

### Ministero episcopale
Il 30 novembre 2017 papa Francesco lo ha nominato vescovo di Sulmona-Valva; è succeduto a Angelo Spina, precedentemente nominato arcivescovo metropolita di Ancona-Osimo. Il 4 gennaio 2018 ha ricevuto l'ordinazione episcopale, nella cattedrale di Amalfi, dal cardinale Crescenzio Sepe, arcivescovo metropolita di Napoli, co-consacranti Orazio Soricelli, arcivescovo di Amalfi-Cava de' Tirreni, e Angelo Spina, suo predecessore a Sulmona-Valva. Ha preso possesso della diocesi il successivo 4 febbraio.

## Genealogia episcopale
La genealogia episcopale è:
- Cardinale Scipione Rebiba
- Cardinale Giulio Antonio Santori
- Cardinale Girolamo Bernerio, O.P.
- Arcivescovo Galeazzo Sanvitale
- Cardinale Ludovico Ludovisi
- Cardinale Luigi Caetani
- Cardinale Ulderico Carpegna
- Cardinale Paluzzo Paluzzi Altieri degli Albertoni
- Papa Benedetto XIII
- Papa Benedetto XIV
- Papa Clemente XIII
- Cardinale Enrico Benedetto Stuart
- Papa Leone XII
- Cardinale Chiarissimo Falconieri Mellini
- Cardinale Camillo Di Pietro
- Cardinale Mieczysław Halka Ledóchowski
- Cardinale Jan Maurycy Paweł Puzyna de Kosielsko
- Arcivescovo Józef Bilczewski
- Arcivescovo Bolesław Twardowski
- Arcivescovo Eugeniusz Baziak
- Papa Giovanni Paolo II
- Cardinale Crescenzio Sepe
- Vescovo Michele Fusco

## Araldica
| Stemma | Blasonatura |
| ------ | --- |
|        | Campo di cielo, alla croce di sant'Andrea d'oro, caricata di una stella (7) d'azzurro all'incrocio dei bracci e accantonata nel 1º alla torre merlata di cinque pezzi d'argento, aperta e finestrata del campo, nel 2º alla colomba volante del quarto recante nel becco un rametto d'ulivo di verde, nel 3º alla croce d'Amalfi d'argento, nel 4º a tre monti del quinto uscenti dalla punta. Scudo sannitico, croce astile e galero tipici da vescovo. Il motto prescelto è Pax vobis. |